# ジョン・ウィルクス・ブース

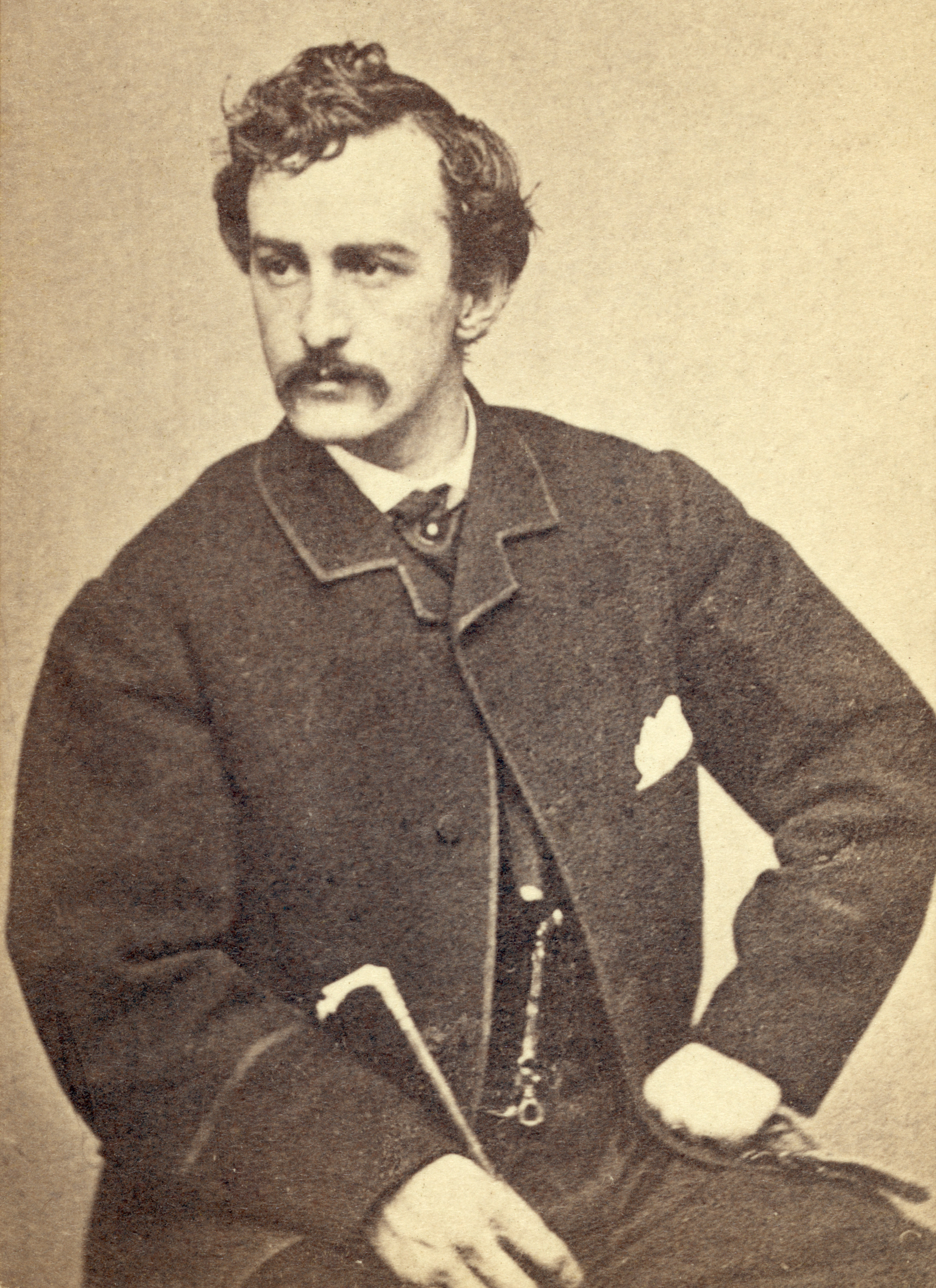
1865年ごろに撮影。ジョン・ウィルクス・ブース

ジョン・ウィルクス・ブース（John Wilkes Booth, 1838年5月10日 – 1865年4月26日）は、アメリカ合衆国の俳優（シェークスピア役者）。エイブラハム・リンカーンの暗殺者として有名。南北戦争の結果に不満を持つ南部連合の支持者であった。
ブースは姉エイジアにリンカーンが共和制を廃止し、絶対君主制をもたらす可能性を危惧していると話しており、自らを「ブルータス」になぞらえていた。

## ブースの家族
ブースは演劇一家に生まれた。父ジュニアス・ブース（en:Junius Brutus Booth）と母メアリー・アン・ホームズはイギリス出身で、1821年にアメリカへ移住した。1838年5月10日北軍に属していたメリーランド州ベル・エアの近くの農場でジョンは生まれた。家族には兄エドウィンと姉エイジアがいた。彼のミドルネームは、18世紀イギリスの急進主義者ジョン・ウィルクスに因んだもので、ブース家はウィルクスの遠縁にあたるとも言う。
父ジュニアス・ブースは当時のアメリカ演劇界でよく知られた俳優（シェイクスピア役者）の一人だった。彼が1852年に死んだ時、詩人ウォルト・ホイットマンは「最も偉大で最も高貴なローマ人は逝った。"There went the greatest and by far the most noble Roman of them all."」 と綴った。
兄エドウィン・ブース（Edwin Thomas Booth）はアメリカで初めて『ハムレット』などを脚本どおり演じたシェイクスピア役者であり、「演劇界の貴公子」と呼ばれた。暗殺前にリンカーンの息子ロバート・トッド・リンカーンを汽車の事故から救ったことがあり、妻メアリー・デブリンは娘エドウィナを生んで亡くなっていた。妻の死や弟の起こした暗殺事件後に2度引退したが、その後カムバックしている。

## リンカーン暗殺事件
ブースはジョージ・アツェロット、ルイス・パウエル、ジョン・サラット、マイケル・オローレン、エドマン・スパングラーなどの共犯者とともにリンカーン、ワシントンに帰還したグラント将軍の他多数の政府高官を同時に殺害する計画を立てた。しかし、グラント将軍夫妻は当日夕方に観劇を中止し不在であった。

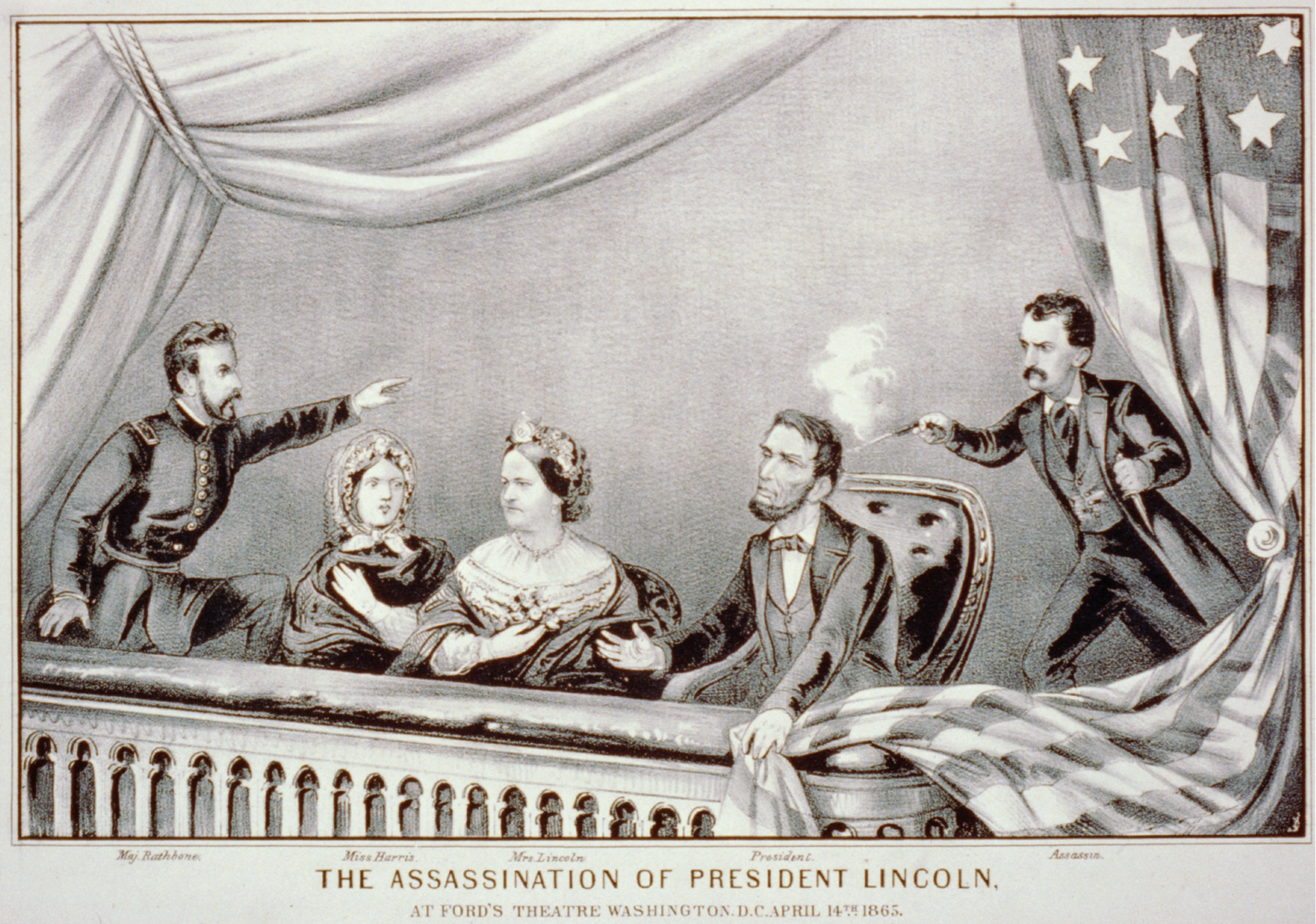
左からヘンリー・ラスボーン少佐、クララ・ハリス、メアリー・トッド・リンカーン、エイブラハム・リンカーン、ジョン・ウィルクス・ブース

1865年4月14日フォード劇場で『われらのアメリカのいとこ』（Our American Cousin）（イギリス貴族遺産相続にアメリカ人の甥がからむ喜劇）を観劇中のリンカーンに対し1.2mの至近距離からデリンジャーピストルで後頭部左耳後5cmに1発撃った。ブースは羅: “Sic semper tyrannis!”（専制者は常にかくのごとし、バージニア州のモットー）と叫び（「これで南部の報復は果たされた」と叫んだともいわれる）、共に観劇していたヘンリー・ラスボーン少佐がとびかかるもナイフで腕を切って振り払い、バルコニーから舞台へと飛び降り、劇場の裏手に用意していた馬に乗って海軍基地の橋まで逃走した。この橋は夜9時以降通行禁止だったため、守衛のコップ軍曹に通行をとどめられたが、なんとかいいくるめて橋を渡った。このあと、南軍の協力者たちの家をわたりながら、ポトマック川を渡ることに成功した。しかし、深南部に逃げ込むという計画は果たせず、10日間の逃走と潜伏の後、4月24日にリチャード・ギャレットという男の農場にたどりついたが、25日夜にタバコ小屋の中で寝ていたところをギャレットの家族によって閉じ込められ、追ってきた29名の騎兵隊に包囲された。騎兵隊はブースに投降を呼びかけたが、ブースは拒否。やがてデイヴィッド・ヘロルドのみ投降し、エヴァートン・コンガー大佐の指示によって小屋の周りに火がつけられた。その火によって照らされたブースを騎兵隊の一員ボストン・コーベット軍曹が後方から射撃したため、このときの首の傷が致命傷になって4月26日朝、ブースは命を落とした。
ブースの死体と日記などの持ち物は汽船でワシントンに運ばれ、軍艦モントーク号の甲板に保管した後、死体はスタントン陸軍長官の命令で、4月27日の夜、秘密警察本部長ベイカー大佐、ベイカー中尉（大佐の甥。ギャレットの農場に踏み込んだ警官）により秘密裏に埋葬された。このため自分がブースと主張する者が多くあらわれたという。1867年、ベイカー大佐の『特務機関の歴史』によれば以前の監獄の地下牢の床下に埋めたという。
ブースの日記については、裁判でスタントン陸軍長官は発見されていないとしていたが、のちに発見されたと裁判に提出した。ただし日記には暗殺事件の期間24ページが破られていた。

## 関連書籍
- 巽孝之 『リンカーンの世紀 アメリカ大統領たちの文学思想史』 青土社、2002年 ISBN 4791759451
- ジェイムズ・L・スワンソン 『マンハント　リンカーン暗殺犯を追った12日間』 富永和子訳、早川書房、2006年 ISBN 4152087692
- 土田宏 『リンカン 神になった男の功罪』 彩流社、2009年 ISBN 4779114241